# Moonlake
Moonlake (englisch für „Mondsee“) ist das fünfunddreißigste Album des deutschen Musikers Klaus Schulze. Es wurde 2003 und 2005 aufgenommen und in letzterem Jahr auch veröffentlicht. Es erschien ausschließlich auf CD und wurde seit dem Release 2005 nicht wieder neu aufgelegt.

## Titelliste
- Geschrieben von Klaus Schulze; arrangiert von Klaus Schulze und Thomas Kagermann

1. Playmate in Paradise – 30:07
2. Artemis in Jubileo – 17:49
3. Same Thoughts Lion – 10:38
4. Mephisto – 15:23

Während die ersten beiden Stücke 2005 im Studio aufgenommen wurden, sind Same Thoughts Lion und Mephisto Aufnahmen eines Livekonzerts in Polen 2003.

## Besetzung
- Klaus Schulze – Korg M1, Synthesizer, Keyboard
- Thomas Kagermann – Geige, Gesang
- Tom Dams – Produktion
- Thomas Ewerhard – Cover-Design und Layout
- Claus Cordes – Fotos